# Sótano

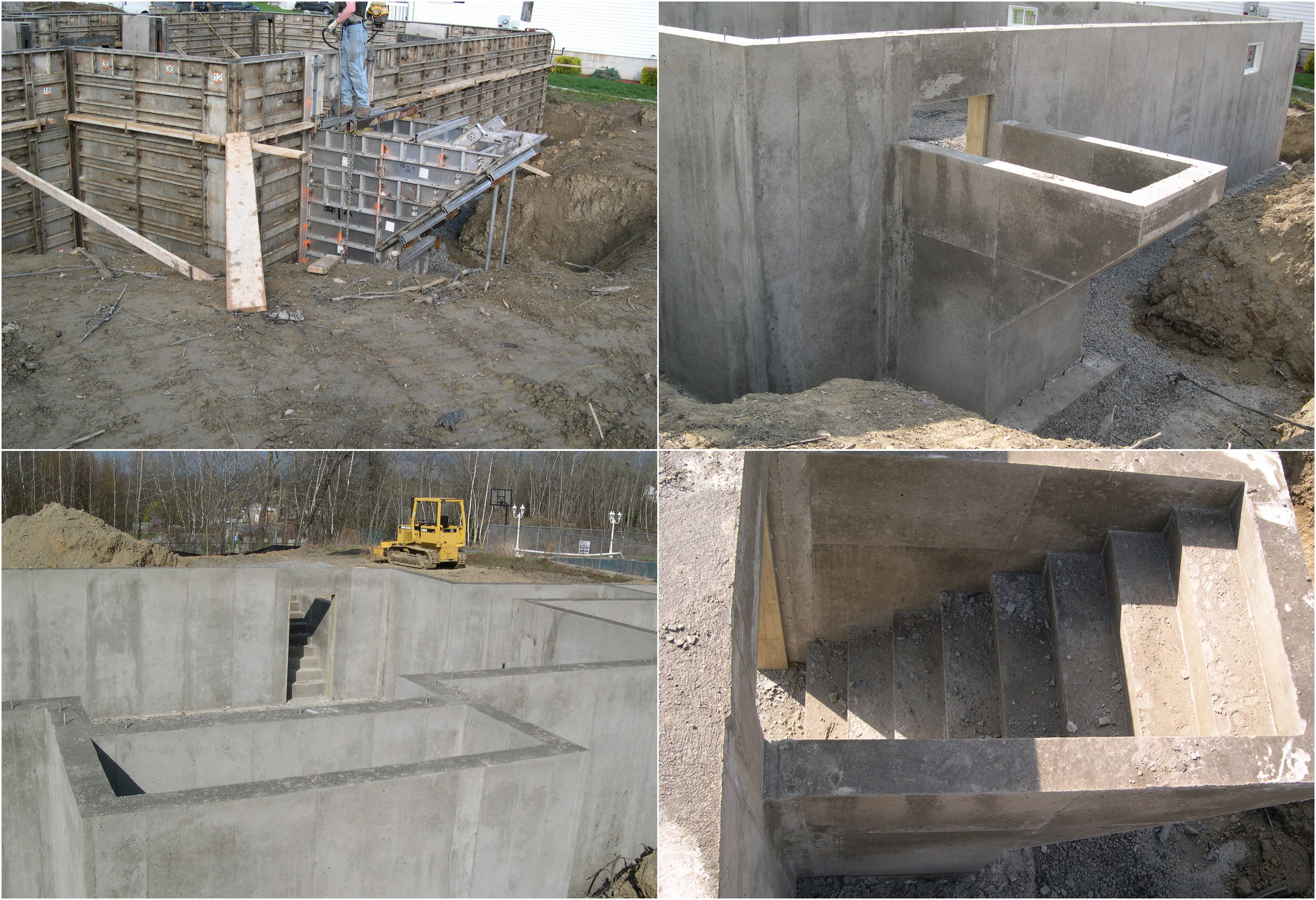
Diferentes fases de un sótano en construcción.

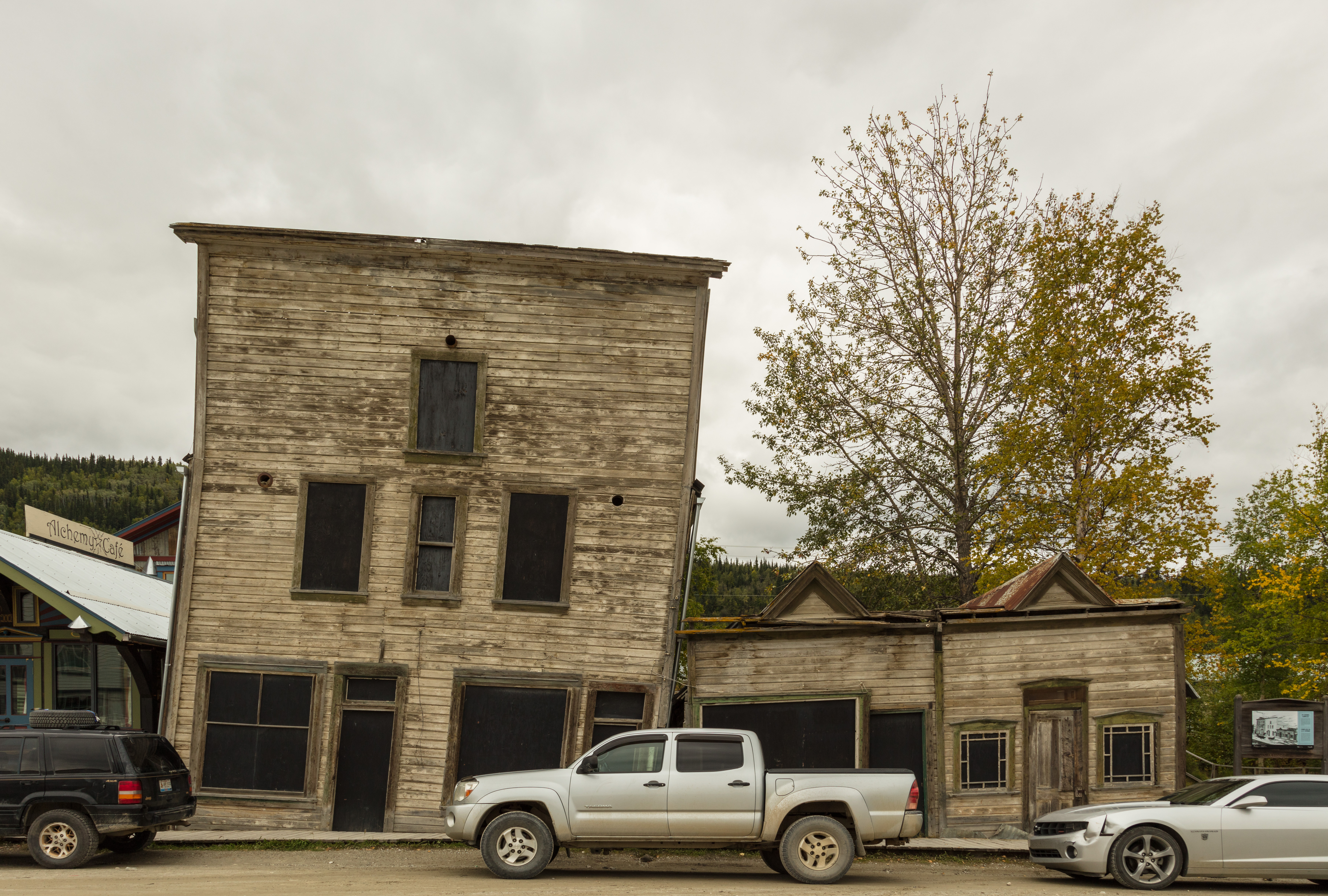
Resultado de prescindir de la construcción de un sótano en estas casas de comienzos del en la ciudad canadiense de Dawson City.

El sótano (procedente del lat. subtŭlus y este de subtus -debajo-) es un recinto ubicado debajo de la tierra (similar a un subterráneo) y que pertenece a las dependencias de una casa. Es un lugar que posee unas características especiales de temperatura estable, humedad, y poca o ninguna luz solar. Es por esto que se han destinado desde antiguo para la mejor conservación de algunos alimentos y bebidas (como  el vino). En ocasiones también son empleados como dependencias donde se almacenan las herramientas, las cosas inservibles, los utensilios viejos o la madera para el fuego. En Estados Unidos fueron creados en su mayoría por los constantes tornados y huracanes, los sótanos servían como refugio de las familias cuando había algún tipo de desastre.  

## Características
Los sótanos son generalmente frescos y con un olor característico (generalmente a húmedo) debido a que se encuentran bajo tierra. Se ingresa a ellos a través de escaleras ubicadas dentro de la casa o fuera de ella. 
En la mayoría de los edificios puede haber varios sótanos numerados en orden ascendente a medida que quedan uno debajo del otro y en muchos casos se utilizan como estacionamiento de vehículos.

## Propósito, geografía e historia
Un sótano se puede usar casi exactamente de la misma manera que un piso sobre el suelo adicional de una casa u otro edificio. Sin embargo, el uso de sótanos depende en gran medida de factores específicos de un área geográfica en particular, como el clima, el suelo, la actividad sísmica, la tecnología de la construcción y la economía inmobiliaria.
Los sótanos en edificios pequeños, como casas unifamiliares independientes, son raros en climas húmedos como Gran Bretaña e Irlanda, donde las inundaciones pueden ser un problema, aunque pueden usarse en estructuras más grandes. Sin embargo, los sótanos se consideran estándar en todos los edificios nuevos, excepto en los más pequeños, en muchos lugares con climas continentales templados, como el medio oeste estadounidense y las praderas canadienses, donde en cualquier caso se necesita una base de concreto debajo de la línea de congelación , para evitar que un edificio se mueva durante el ciclo de congelación-descongelación. Los sótanos son mucho más fáciles de construir en áreas con suelos relativamente blandos y pueden prescindirse en lugares donde el suelo es demasiado compacto para una fácil excavación. Su uso puede estar restringido en zonas sísmicas, debido a la posibilidad de que los pisos superiores colapsen en el sótano; por otro lado, pueden ser necesarios en áreas propensas a tornados como refugio contra vientos violentos. Agregar un sótano también puede reducir los costos de calefacción y refrigeración, ya que es una forma de protección de la tierra y una forma de reducir la relación de superficie a volumen de un edificio . La densidad de viviendas de un área también puede influir en si se considera necesario un sótano o no.
Históricamente, los sótanos se han vuelto mucho más fáciles de construir (en los países desarrollados) desde la industrialización de la construcción de viviendas. Las grandes máquinas de excavación motorizadas, como las retroexcavadoras y las cargadoras frontales, han reducido drásticamente el tiempo y la mano de obra necesarios para cavar un sótano en comparación con cavar a mano con una pala, aunque este método todavía se puede utilizar en el mundo en desarrollo.
Durante la mayor parte de su historia temprana, el sótano adoptó una de dos formas. Podría ser poco más que un sótano, o podría ser una sección de un edificio que contenga estancias y espacios similares a los del resto de la estructura, como es el caso de los sótanos y las oficinas del sótano.
Sin embargo, a partir del desarrollo de las grandes casas suburbanas de precio medio en la década de 1950, el sótano, como un espacio por derecho propio, se fue imponiendo gradualmente. Inicialmente, era típicamente un gran espacio con piso de concreto, al que se accede por escaleras interiores, con columnas y vigas expuestas a lo largo de las paredes y techos, o en ocasiones, paredes de hormigón vertido o bloques de hormigón.

## Tipos de sótano

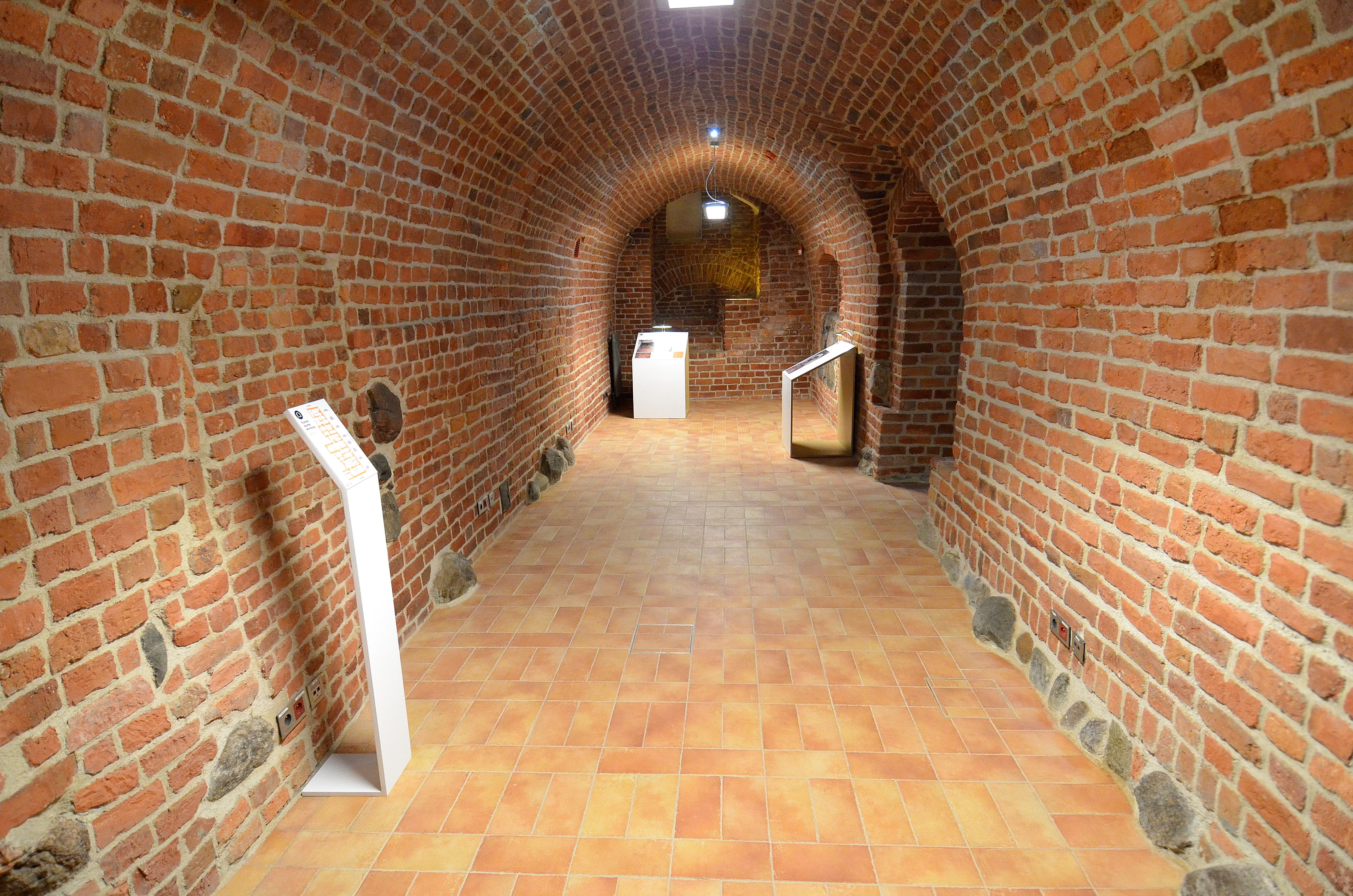
Sótanos medievales del casco antiguo de Varsovia.

### Sótano inglés

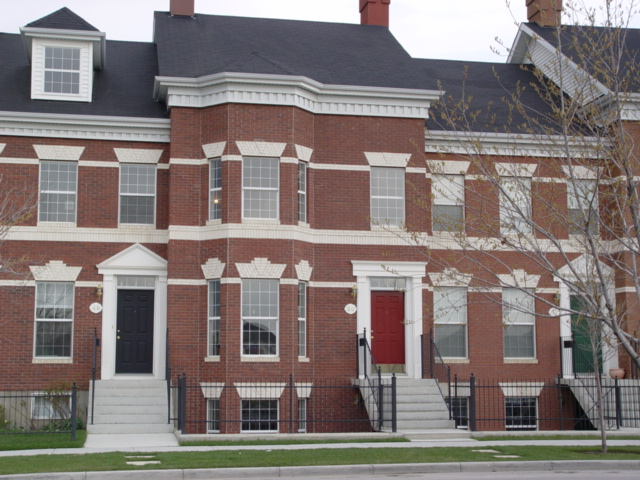
Casas adosadas con sótanos ingleses.

Un sótano inglés, también conocido como sótano con luz natural, está contenido en una casa donde al menos parte del piso va por encima del suelo para proporcionar ventanas de tamaño razonable. Por lo general, el techo del piso debe estar lo suficientemente por encima del suelo para proporcionar ventanas de tamaño casi completo. Algunos sótanos con luz natural están ubicados en pendientes, de modo que una parte del piso está a nivel del terreno. Un sótano de salida casi siempre resulta de esto.
La mayoría de los sótanos con luz natural son el resultado natural de los bungalows elevados y los sótanos a ras de suelo. Sin embargo, hay casos en los que el terreno se inclina lo suficiente de un lado a otro como para permitir ventanas de 3/4 a tamaño completo, y el piso real permanece por debajo del nivel del suelo.
En la mayor parte de América del Norte, es legal instalar apartamentos y dormitorios legales en sótanos con luz natural, ya sea que todo el sótano esté sobre el nivel del suelo o no.
Los sótanos con luz natural se pueden utilizar para varios propósitos: como garaje , como salas de mantenimiento o como espacio habitable. La parte enterrada se usa a menudo para almacenamiento, lavandería, tanques de agua caliente y equipos de acondicionamiento de ambiente.
Las casas de sótano con luz natural suelen tener una valoración más alta que las casas de sótano estándar, ya que incluyen espacios de vida más viables. En algunas partes de los EE. UU., Sin embargo, la valoración del espacio del sótano con luz natural es la mitad que la del suelo y los pies cuadrados por encima del nivel del suelo. Los diseños acomodados incluyen casas de dos niveles y vestíbulo dividido. A veces es posible disponer de garajes en ambos niveles. Al igual que con cualquier casa de varios niveles, existen ahorros en techos y cimientos.

### Sótano con salida al exterior
Un sótano con salida al exterior es cualquier sótano que es parcialmente subterráneo pero que, sin embargo, permite la salida directamente al exterior y tiene paredes flotantes. Esto puede ser a través de una escalera que conduzca por encima del suelo o una puerta directamente al exterior si una parte del sótano está completamente a nivel o por encima del nivel del suelo.
Muchos sótanos con salida también son sótanos con luz natural. Las únicas excepciones son cuando todo el sótano es casi completamente subterráneo, y una escalera conduce a casi un piso de altura vertical para conducir al exterior.
Generalmente, los sótanos con solo una salida de emergencia no cuentan como salida. Los sótanos de salida con puertas a nivel en un lado generalmente valen mucho más, pero son más costosos de construir ya que los cimientos aún se construyen para llegar por debajo de la línea de congelación. Los sótanos a nivel del lado de la puerta se utilizan a menudo como espacio habitable para la casa, y la parte enterrada se usa para servicios públicos y almacenamiento.

### Subsótano
Un subsótano es un piso debajo del piso del sótano. En las viviendas donde exista algún tipo de sótano mencionado anteriormente, como un sótano mirador, todo el volumen de los sótanos de piso a techo se ubican muy por debajo del suelo. Por lo tanto, los subsótanos no tienen ventanas ni puerta exterior. En las casas que tienen subsótanos, todo el sótano se puede usar como parte de la casa principal donde la gente se relaja y hace actividades recreativas, mientras que todo el subsótano se puede usar para almacenamiento. Los subsótanos son mucho más comunes en estructuras más grandes, como edificios comerciales y edificios de apartamentos más grandes, que en viviendas unifamiliares. Es común que los rascacielos tengan varios subsótanos.
Construir un subsótano es más difícil, costoso y requiere más tiempo que construir un sótano como el piso más bajo. Los subsótanos son incluso más susceptibles a inundaciones y daños por agua que los sótanos y, por lo tanto, son raros, excepto en climas secos y en elevaciones más altas.
Algunos monumentos famosos contienen subsótanos. El subsótano del edificio del Capitolio de los EE. UU. Se usa como almacenamiento y el de la Casa Blanca se usa para almacenar artículos para los huéspedes.

### Bodega

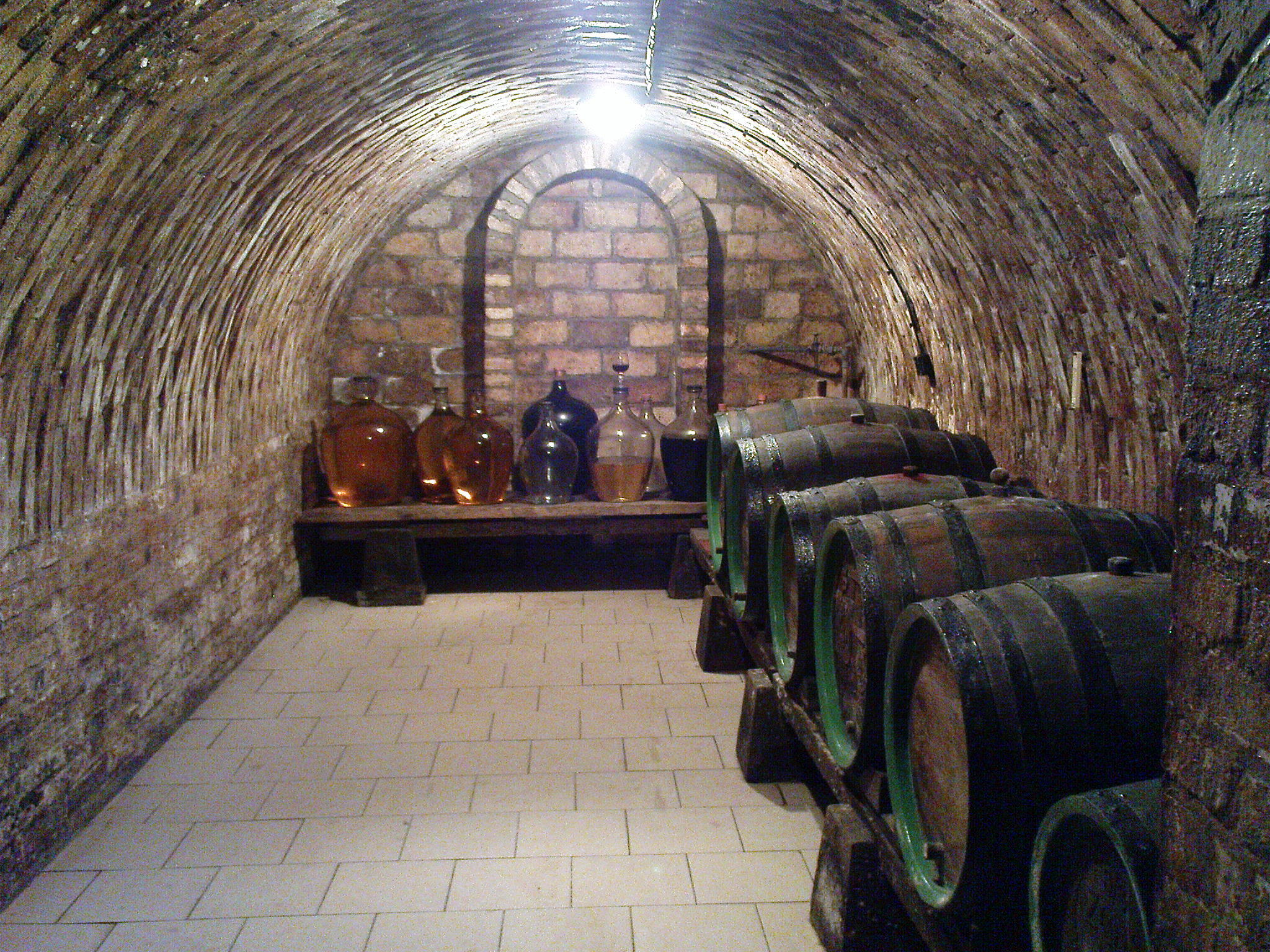
Bodega para almacenar y añejar vinos.

Una bodega completamente subterránea es una habitación debajo del nivel del suelo en una casa que se utiliza a menudo para el almacenamiento de vino o carbón; también puede referirse al stock de vino en sí. Un sótano está diseñado para permanecer a una temperatura constante de frío (no congelación) durante todo el año y, por lo general, tiene una pequeña ventana / abertura o algún tipo de ventilación de aire (aire /ladrillos huecos etc.) para ayudar a eliminar la humedad o el rancio. aire. Los sótanos son más comunes en el Reino Unido en casas más antiguas, y la mayoría de las viviendas adosadas construidas a finales del siglo XIX y principios del XX tienen sótanos. Estos fueron refugios importantes de los ataques aéreos durante la Segunda Guerra Mundial. En partes de América del Norte que son propensas a tornados, los sótanos todavía sirven como refugio en caso de un golpe directo en la casa por un tornado u otros daños causados por tormentas causadas por fuertes vientos.
A excepción de Gran Bretaña, Australia y Nueva Zelanda, las bodegas son populares en la mayoría de los países occidentales. En el Reino Unido, casi todas las casas nuevas construidas desde la década de 1960 no tienen sótano ni sótano debido al costo adicional de excavar más en el subsuelo y al requisito de cimientos mucho más profundos y tanques a prueba de agua. Lo contrario se ha vuelto común recientemente, donde el impacto de las huellas de casas más pequeñas ha llevado a que el espacio del techo se utilice para más espacio habitable y ahora muchas casas nuevas se construyen con alojamiento en el tercer piso. Por esta razón, especialmente donde los lofts se han convertido en espacio habitable, las personas tienden a usar los garajes para almacenar congeladores de alimentos, herramientas, bicicletas, equipos de jardín y exteriores. La mayoría de las casas de Europa continental tienen bodegas, [cita requerida ]aunque una gran proporción de personas vive en apartamentos o pisos en lugar de casas. En América del Norte, las bodegas se encuentran generalmente en casas rurales o antiguas en las costas y en el sur. Sin embargo, los sótanos completos son comunes en las casas nuevas en el medio oeste canadiense y estadounidense y en otras áreas sujetas a la actividad de tornados o que requieren cimientos por debajo de la línea de congelación.

### Espacio de servicio subterráneo

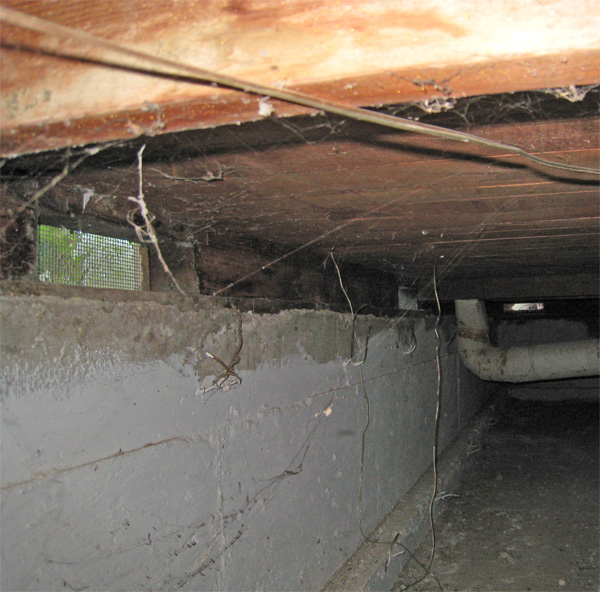
Un espacio de servicio típico que muestra respiraderos de espacio de arrastre y hormigón a prueba de ratas. El hormigón a prueba de ratas es una cubierta de concreto delgada e irregular que se aplica sobre el suelo para evitar que los roedores excaven debajo de la pared de los cimientos y entren en el espacio de acceso.

Un espacio de servicio subterráneo es un tipo de sótano en el que uno no puede pararse; la altura puede ser tan pequeña como 30 cm y la superficie suele ser tierra. Los espacios de servicio ofrecen un acceso conveniente a tuberías, subestructuras y una variedad de otras áreas a las que, de lo contrario, puede resultar difícil o costoso acceder. Si bien un espacio de servicio no se puede usar como espacio habitable, se puede usar como almacenamiento, a menudo para artículos que se usan con poca frecuencia. Sin embargo, se debe tener cuidado al hacerlo, ya que el agua del suelo húmedo, el vapor de agua (que ingresa por las rejillas de ventilación del espacio de rastreo) y la humedad que se filtra a través del concreto poroso pueden crear un ambiente perfecto para que se forme moho / hongos en cualquier superficie en el área de servicio, especialmente cajas de cartón, pisos y superficies de madera, paneles de yeso y algunos tipos de aislamiento.
Deben tenerse en cuenta los problemas de salud y seguridad al instalar un espacio de acceso. A medida que el aire se calienta en una casa, sube y sale por las regiones superiores de la casa, de la misma manera que el aire se mueve a través de una chimenea. Este fenómeno, llamado "efecto de pila", hace que la casa aspire aire del espacio de acceso al área principal de la casa. Las esporas de moho, los olores de descomposición y la materia fecal de los ácaros del polvo en el espacio de acceso pueden subir con el aire, agravando el asma y otros problemas respiratorios y creando una variedad de problemas de salud. 
Por lo general, es deseable terminar un espacio de servicio con una barrera de vapor de plástico que no admitirá el crecimiento de moho ni permitirá que la humedad de la tierra entre en el espacio de servicio. Esto ayuda a aislar el espacio de rastreo y desalienta la habitación de insectos y alimañas al romper la cadena ecológica en la que los insectos se alimentan del moho y las alimañas se alimentan de los insectos, además de crear una barrera física inorgánica que disuade la entrada al espacio. Las barreras de vapor pueden terminar en la pared o subirse por la pared y sujetarse para brindar aún más protección contra la infiltración de humedad. Algunas agencias de control de plagas recomiendan no cubrir las paredes, ya que complica su trabajo de inspección y fumigación. Casi desconocidas hasta la década de 1990, las barreras de vapor se están volviendo cada vez más populares en los últimos años. [ cuando?] De hecho, el área más general de espacios de servicio condicionados versus no acondicionados ha sido objeto de mucha investigación durante la última década.
La pudrición seca y otras condiciones perjudiciales para los edificios (especialmente madera y estructuras de madera ) pueden desarrollarse en espacios cerrados. Se cree que proporcionar una ventilación adecuada reduce la aparición de estos problemas. Las rejillas de ventilación son aberturas en la pared que permiten el movimiento del aire. Dichos orificios de ventilación normalmente están equipados con el metal de rejill , malla, o rejillas de ventilación que pueden bloquear el movimiento de roedores y de animales dañinos pero generalmente no insectos tales como termitas y hormigas carpinteras. Una regla común es proporcionar ventilaciones en el área de la sección transversal igual a 1/150 del área del piso servida. 
En la actualidad se ha reconsiderado el uso de ventiletes en el espacio de servicio en el hogar. Si bien las rejillas de ventilación de los espacios de arrastre permiten que el aire exterior se ventile hacia el interior de la casa, la capacidad de ese aire para secar el espacio de arrastre es discutible. En áreas con veranos húmedos, durante los meses de verano, el aire que se ventila en un espacio de acceso será húmedo y, a medida que ingrese al espacio de acceso, que ha sido enfriado naturalmente por la tierra, la humedad relativa del aire aumentará. En esos casos, las rejillas de ventilación de los espacios reducidos pueden incluso aumentar el nivel de humedad de un espacio reducido y provocar condensación en las superficies frías del interior, como el metal y la madera. En el invierno, las rejillas de ventilación de los espacios de arrastre deben cerrarse por completo para evitar que entre el aire frío del invierno, que puede enfriar las tuberías de agua caliente, los hornos y los calentadores de agua almacenados en el interior. Durante el tiempo lluvioso, las rejillas de ventilación del espacio de servicio traen aire húmedo al espacio de servicio, lo que no secará el espacio de manera efectiva.